# Dabsan Hu
Dabsan Hu (kinesiska: 达布逊湖) är en sjö i Kina. Den ligger i provinsen Qinghai, i den nordvästra delen av landet, omkring 590 kilometer väster om provinshuvudstaden Xining. Dabsan Hu ligger 2 683 meter över havet. Trakten runt Dabsan Hu är ofruktbar med lite eller ingen växtlighet.
Genomsnittlig årsnederbörd är 439 millimeter. Den regnigaste månaden är juli, med i genomsnitt 144 mm nederbörd, och den torraste är december, med 2 mm nederbörd.